# Guvelingen
Guvelingen est un village situé au nord-ouest du centre de Saint-Trond. Guvelingen est mentionné pour la première fois en 1215. C'était un village rural mais, de nos jours, par suite de l’expansion de la ville de Saint-Trond, c'est devenu un quartier de cette localité. On y trouve une belle église romane, l’Église Sainte-Croix de Guvelingen, et un ancien moulin à eau situé sur le Melsterbeek.